# Кеунимжаева, Актенге Кази кизи
Актенге Казий кызы Кеунимжаева (узб. Aktenge Kazi qizi Keunimjayeva; 19 сентября 1999, Республика Каракалпакстан город Нукус, Узбекистан) —   узбекская спортсменка, борец вольного стиля, призёр Азиатских игр и чемпионатов Азии.

## Карьера
В сентябре 2019 года она принимала участие на чемпионате мира в Нур-Султане, где в первой схватке уступила Лиенна Монтеро из Кубы, выбыв из турнира. В апреле 2021 года в Астане она участвовала в азиатском квалификационном турнире, в котором она проиграла обе схватки в групповом раунде и не получила лицензию на Олимпийские игры в Токио. В феврале 2022 года она участвовала на турнире Яшар Догу в Стамбуле. В августе 2022 года в турецкой Конье на Играх исламской солидарности дошла до финала, где проиграла азербайджанке Лейле Гурбановой, тем самым получив серебряную медаль. В сентябре 2022 она участвовала на чемпионате мира по борьбе, который проходил в Белграде. В октябре 2023 года она участвовала на Азиатских играх в китайском Ханчжоу, где она в малом финале победила Пуджу Гелот из Индии, став обладателем бронзовой медали. В апреле 2024 года Кеунимжаева участвовала в азиатском квалификационном турнире в Бишкеке, и получила квоту для Узбекистана на Олимпийские игры в Париже, данная лицензия стала первой в истории женской борьбы страны. 

## Достижения
- Чемпионат Азии по борьбе 2019 — ;
- Чемпионат Азии по борьбе 2020 — ;
- Игры исламской солидарности 2021 — ;
- Азиатские игры 2022 — ;
- Чемпионат Азии по борьбе 2023 — ;